# Albie Woodington
Albie Woodington (* 1952 in Willesden, Middlesex, England) ist ein britischer Film- und Theaterschauspieler.

## Leben und Karriere
Der 1952 in Willesden in der Grafschaft Middlesex geborene Woodington absolvierte seine Schauspielerausbildung an der Londoner Royal Academy of Dramatic Arts. Infolgedessen wurde er als Darsteller auf der Bühne tätig und trat als Mitglied der Royal Shakespeare Company unter anderem im Royal National Theatre im West End auf. Dort wirkte er in Theaterstücken wie MacBeth, Warten auf Godot und Heinrich IV. mit.
Daneben wurde er auch als Darsteller für das Fernsehen aktiv und spielte in mehreren TV-Serien und Filmen mit. Zudem hatte er Gastrollen in den Kinofilmen Der erste Ritter, Der 13te Krieger und Per Anhalter durch die Galaxis.

## Filmografie
- 1984: Die Profikiller (The Hit)
- 1985: Number One
- 1988: The Four Minute Mile
- 1989: The Fairy Queen
- 1989: Frau in Schwarz (The Woman in Black)
- 1990: A Sense of Guilt
- 1993: Age of Treason
- 1995: Der 1. Ritter (First Knight)
- 1995: Inspektor Fowler – Härter als die Polizei erlaubt (The Thin Blue Line, Fernsehserie, 1 Folge)
- 1999: Der 13te Krieger (The 13th Warrior)
- 2001: The Hunt
- 2002: Monte Cristo (The Count of Monte Cristo)
- 2003: Richard II.
- 2004: Tunnel of Love
- 2005: Per Anhalter durch die Galaxis (The Hitchhiker’s Guide to the Galaxy)